# Still Broke: Road To Rich
El nuevo álbum de Ñejo & Dálmata está previsto para ser lanzado (PRONTO) finalizando el año 2013. Hasta ahora han sido confirmadas las siguientes canciones por Dj Elektrik en su cuenta de Twitter: 

## Lista de canciones
| #  | Nombre                     | Artista(s)                                                            |
| -- | -------------------------- | --------------------------------------------------------------------- |
| 1. | “Todo el mundo en su nota” | Ñejo Feat Chris-G (Prod. by Dj Elektrik, Dj Wassie)                   |
| 2. | “No lo piensas más"        | Ñejo (Prod. by Dj Elektrik)                                           |
| 3. | “Entre ella y yo”          | Dálmata (Prod. by Dj Elektrik)                                        |
| 4. | “Un día como hoy”          | Dálmata (Prod. by Dj Elektrik)                                        |
| 5. | “Rollerblade”              | Ñejo (Prod. by Dj Elektrik)                                           |
| 6. | “Solo una noche más”       | Ñejo & Dálmata Feat Yaga & Mackie (Prod. by Dj Elektrik, Pipe Flórez) |
| 7. | “Música, sexo & dinero”    | Ñejo & Dálmata Feat Arcángel (Prod. by DJ Nelson)                     |
| 8. | "San Valentín"             | Ñejo (Prod. by Eliot ”El Mago de Oz")                                 |
| 9. | "Sustancia"                | Ñejo & Dálmata Feat Jory (Prod. by Dj Wassie)                         |

- Datos: Q6134334